# Beatrice Weder di Mauro
Beatrice Weder di Mauro (Basilea, 3 d'agost de 1965) és una catedràtica i economista suïssa.
Va nàixer el 1965 a Basilea. Passà sa infancia a l'Amèrica Llatina, es formà a les Universitats de Basilea (Suïssa), de Nacions Unides (Tòquio) i de Harvard, on també exercí la docencia.
Treballà com a economista, primer a la FMI i després al Banc Mundial. Assessorà al govern de Nicaragua i s'ha dedicat intensament als temes i problemes dels països en desenvolupament. De 2004 a 2012 va formar part del consell d'assessors econòmics del govern alemany conegut com els cinc savis i presidit per Wolfgang Wiegard.
El 2018 va ser elegida president del Centre for Economic Policy Research, un centre de recerca privat, establert a Londres. Des del 2019 ensenya a l'Institut de hautes études internationales et du développement a Ginebra.